# خوان پابلو گوزمان
 خوان پابلو گوزمان (انگلیسی: Juan Pablo Guzmán؛ زاده ۲۹ ژانویهٔ ۱۹۸۱) یک تنیس‌باز اهل آرژانتین است. 